# Каракури Кайдзен

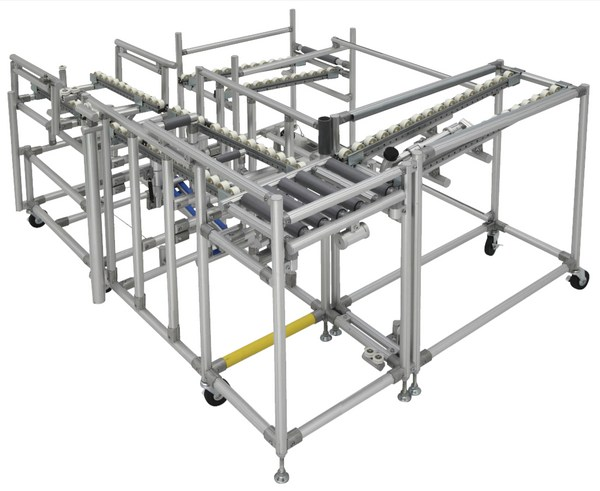
Стол — часть конвейерной линии, который меняет направления движущегося контейнера на 90 градусов.

Каракури Кайдзен ( (яп. からくり «механизм»)) — механические устройства для упрощения трудоемких операций и устранения потерь. 
Каракури — термин, в настоящее время употребляемый на промышленных предприятиях, базирующих свою работу на принципах бережливого производства.

## История термина
Термин ведет свое начало от японских механических кукол Каракури-нингё. В 18-19 веках эти куклы были призваны развлекать гостей во время праздненств. С начала 1990-х годов термин «каракури» стал использоваться на предприятиях Японии и Европы. Так стали называться механические приспособления, созданные для облегчения труда рабочих, сокращения времени на выполнение отведенной задачи и оптимизации рабочего пространства. Например, для перемещения объектов с помощью устройств каракури вместо внешних источников питания применяются естественные законы физики и механики (сила тяжести, инерции, скольжения, натяжения, принцип рычага, вала, шкива и зубчатого колеса).

## Виды каракури
Каракури функционально могут быть разными. Чаще всего, они проектируются для перемещения и транспортировки тары внутри производства и склада, подачи объектов на сборочные участки, а также на конвейер в горизонтальной, вертикальной и иных плоскостях.
Основная задача таких устройств — упрощение человеческого труда, повышение производительности предприятия и экономия на электричестве при выполнении производственных процессов.
В рамках концепции бережливого производства Каракури имеет непосредственное отношение к такому понятию как Кайдзен (непрерывное совершенствование). Так как механизмы каракури призваны облегчать труд рабочих, то в массе случаев эти конструкции создаются этими же рабочими или конструкторами на предприятии. Как правило, каракури проектируются из легко собираемых и облегченных материалов, например, алюминиевого профиля круглого сечения.

## Каракури на российском производстве
В России особую популярность устройства каракури приобрели на предприятиях Государственной корпорации «Росатом». В 2017 году было создано направление «Инженерное мышление. Каракури» — пилотная группа из специалистов «Росатома» прошла обучение по созданию каракури в Японии. Первое устройство каракури в России было разработано и внедрено в 2018 году на предприятии АО «ЗиО-Подольск» и позволило в 20 раз сократить время транспортировки заготовок на участке предприятия. Ежегодно на производстве «Росатома» внедряется более 100 устройств каракури.
С 2019 года в рамках отраслевого чемпионата «Росатома» AtomSkills при поддержке Союза «Молодые профессионалы (Ворлдскиллс Россия)» проводятся конкурсы по компетенции «Инженерное мышление. Каракури». В 2020 году данная компетенция стала одной из крупнейших на чемпионате.
В сентябре 2021 года прошел первый в атомной отрасли Слёт специалистов по каракури с целью обмена опытом и оптимизации производственных процессов на одном из предприятий Госкорпорации «Росатом» — ФГУП «Приборостроительный завод» . Корпоративная Академия Росатома курирует направление «Инженерное мышление. Каракури» и проводит обучение по созданию и внедрению устройств на предприятиях для оптимизации производственных процессов.
Информация о каракури публикуется в периодических изданиях «Росатома» — в выпусках «Вестника каракури».

## Каракури для школьников и студентов
Разработка устройств каракури развивает нестандартное, критическое и рационализаторское мышление, поэтому российские предприятия Госкорпорации «Росатом» стали привлекать к работам по созданию устройств каракури школьников и студентов.
Активная совместная работа с молодежью в разработке устройств каракури осуществляется в рамках направления Юниоры Росатома через онлайн-лаборатории и российские фестивали изобретателей.